# Cabinet Althaus I
Pour les articles homonymes, voir Cabinet Althaus.

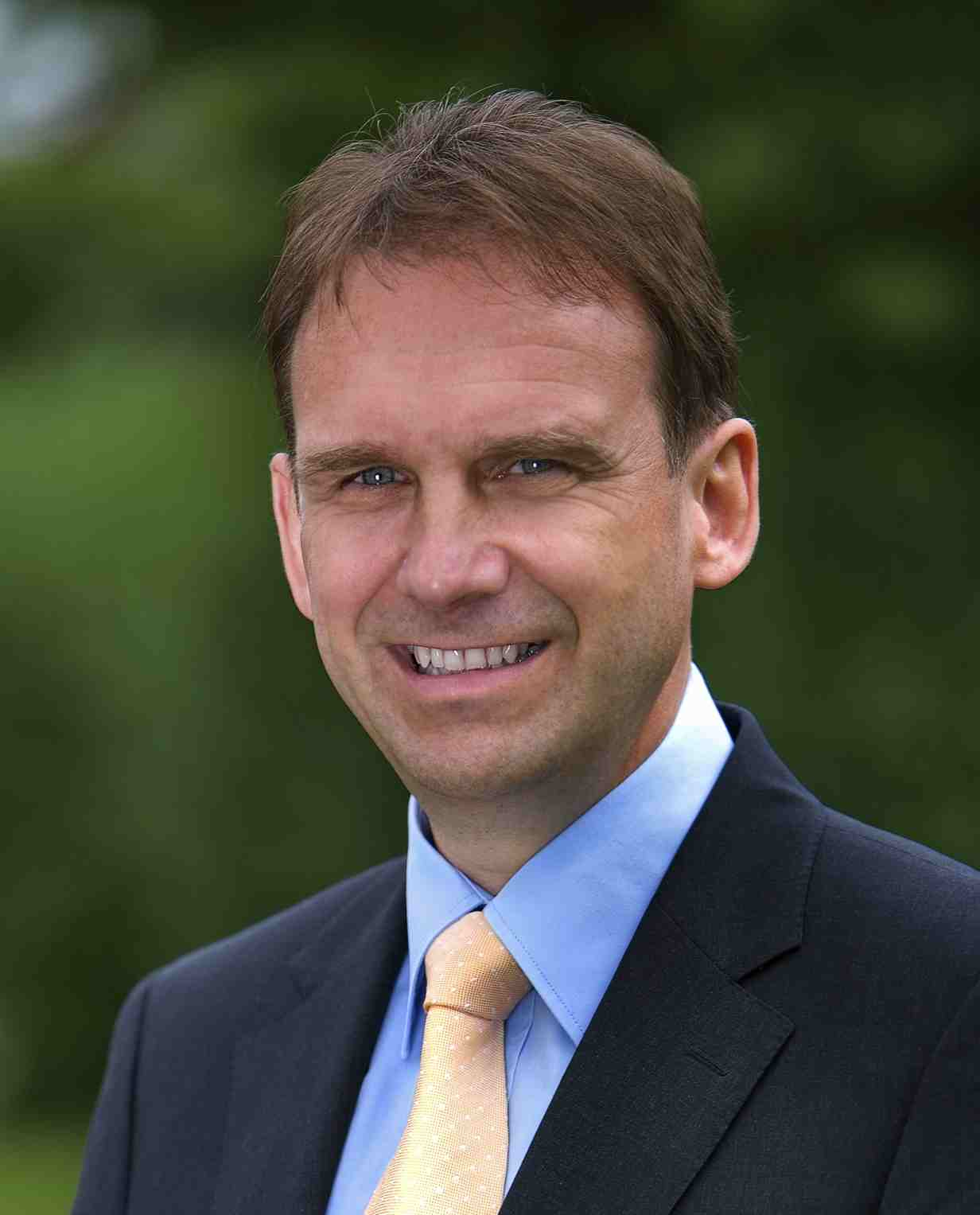
Dieter Althaus en 2008

Le premier gouvernement de Dieter Althaus a été un gouvernement du Land allemand de Thuringe. Il a été formé le 5 juin 2003 par Dieter Althaus et était soutenu par la seule Union chrétienne-démocrate d'Allemagne (CDU). Son mandat a pris fin le 8 juillet 2004.
Il a succédé au troisième gouvernement Vogel et a été remplacé par le second gouvernement Althaus.

## Composition
| Poste                                                                          | Ministre | Ministre            | Parti |
| ------------------------------------------------------------------------------ | -------- | ------------------- | ----- |
| Ministre-Président                                                             |          | Dieter Althaus      | CDU   |
| Ministre de l'Intérieur Vice-Ministre-président                                |          | Andreas Trautvetter | CDU   |
| Ministre des Finances                                                          |          | Birgit Diezel       | CDU   |
| Ministre de la Justice                                                         |          | Karl Heinz Gasser   | CDU   |
| Ministre de l'Économie, du Travail et des Infrastructures                      |          | Jürgen Reinholz     | CDU   |
| Ministre de l'Agriculture, de la Protection de la nature et de l'Environnement |          | Volker Sklenar      | CDU   |
| Ministre des Affaires sociales, de la Famille et de la Santé                   |          | Klaus Zeh           | CDU   |
| Ministre des Affaires fédérales et européennes                                 |          | Hans Keizer         | CDU   |
| Ministre de l'Éducation                                                        |          | Michael Krapp       | CDU   |
| Ministre de la Science, de la Recherche et de la Culture                       |          | Dagmar Schipanski   | CDU   |